# Wrath of the Tyrant
Wrath of the Tyrant – demo norweskiego zespołu black metalowego Emperor wydane w lipcu 1992.

## Lista utworów
| Nr | Tytuł utworu                   | Długość |
| -- | ------------------------------ | ------- |
| 1. | „Introduction”                 | 2:20    |
| 2. | „Ancient Queen”                | 3:17    |
| 3. | „My Empire's Doom”             | 4:34    |
| 4. | „Forgotten Centuries”          | 2:51    |
| 5. | „Night of the Graveless Souls” | 2:56    |
| 6. | „Moon over Kara-Shehr”         | 4:25    |
| 7. | „Witches Sabbath”              | 5:41    |
| 8. | „Lord of the Storms”           | 2:10    |
| 9. | „Wrath of the Tyrant”          | 3:58    |
|    |                                | 32:12   |

## Twórcy
- Ihsahn – śpiew, gitara
- Mortiis – gitara basowa
- Samoth – perkusja